# Johann Gottfried Thieme
Johann Gottfried Thieme (* 17. September 1898 in Jena; † 28. November 1979 in Menton, Frankreich) war ein deutscher Chemiker, Schriftsteller und Philosoph.

## Leben
Er war der jüngste Sohn des Schriftstellers Friedrich Thieme und dessen Ehefrau Hedwig. Nach Abschluss des Realgymnasiums in Weimar im März 1917 ließ er sich für das Studium der Chemie und Physik an der Universität in Jena immatrikulieren und promovierte dort im Mai 1926 unter Hans Paul Kaufmann. Das Studium konnte er zunächst nicht beginnen, da er zum Heeresdienst im Ersten Weltkrieg einberufen wurde und in Frankreich als Funker eingesetzt war. Im November 1918 ergab sich für ihn während seines Heeresdienstes in Breslau die Möglichkeit sein Studium aufzunehmen, welches er nach einem Semester in Jena fortsetzte. Er unterbrach dieses nach einigen Semestern und ging im Frühjahr 1921 nach Java und später nach Sumatra, wo er für niederländische Unternehmen als Chemiker in Zuckerfabriken und Sisal-Hanf-Fabriken tätig wurde. In Surabaya auf Java lernte er seine spätere Ehefrau, Ans van Breda, kennen, die dort als Krankenschwester angestellt war. Nach Beginn des Zweiten Weltkriegs wurde er, von seiner Familie getrennt, in mehreren Internierungslagern festgehalten. Gegen Ende des Krieges und darüber hinaus war er in Dehra Dun interniert. Die Internierung führte zum Verlust seines gesamten Besitzes. Dies zwang ihn zur zeitweisen Rückkehr in die Niederlande und nach Deutschland. Hier traf er nach vielen Jahren erzwungener Trennung endlich wieder auf seine Familie. 1948 entschied er sich, in Anstellung für ein britisches Unternehmen nach Kenia zu gehen. Seine Frau und zwei seiner Kinder folgten ihm später dorthin. In der Zeit seines Aufenthaltes begann der Mau-Mau-Aufstand, dessen Auswirkungen er einige Zeit miterlebte. 1953 entschied er sich aufgrund gesundheitlicher Probleme seiner Frau, Kenia in Richtung Deutschland zu verlassen. Nach seinen langjährigen Auslandserfahrungen war er später u. a. als Spezialist für tropische Produkte für die Ernährungs- und Landwirtschaftsorganisation der Vereinten Nationen aktiv.
Neben seiner Tätigkeit als Chemiker schuf er mit der Zeit auch ein ansehnliches literarisches Œuvre; größtenteils Jugendliteratur, daneben autobiografische sowie später auch philosophische Bücher. Seine Werke veröffentlichte er unter den Pseudonymen J. G. Thieme und Ans van Breda. Seine Bücher verfasste er vorrangig in niederländischer Sprache.
Er heiratete 1929 auf der Insel Java Ans van Breda. Mit ihr hatte er vier Kinder. In einer weiteren Ehe war er mit Johanna Grohl verheiratet.

## Werke (Auswahl)
Jugendliteratur (Lex Koster Reihe)
- Das Gold von Kirondatal, 1957
- Der Scheich von Sansibar, 1958
- Der Geier von Hadramaut, 1958
- In den Händen der Mafia, 1959
- Im Netz der Pagodenräuber, 1959
- Experiment in der Arktis, 1959
- Vermisst in der Polarnacht, 1960
- Telegramm aus Monrovia, 1961

Jugendliteratur (als Ans van Breda)
- Glutnächte auf Sumatra, 1961
- Auf der Reise nach Las Palmas, 1966
- Wiedersehen in Rom, 1966
- Flucht nach Bangkok, 1969

autobiografische Veröffentlichungen
- Weiß gibt auf, Paul Neff-Verlag, Wien 1958[8]
- Kaminfeuer am Äquator, Paul Neff-Verlag, Wien 1960[9]

Sonstiges
- Der ideologische Wahn – über die Ursünde des Menschen, Fischer Taschenbuch Verlag GmbH, Frankfurt am Main, 1991, ISBN 3-596-10569-2
- verschiedene Veröffentlichungen für die Ernährungs- und Landwirtschaftsorganisation der Vereinten Nationen.
- verschiedene Veröffentlichungen für das Institut für Fettforschung in Münster.
- Studien über das Verkochen von Zuckerrohrsäften (Dissertation), Vopelius Verlag, Jena, Mai 1927